# Dok
Dok – basen portowy lub pływająca konstrukcja, które zapewniają utrzymanie położenia statku wodnego w pionie i na stałym poziomie, niezależnie od otaczających wód akwenowych. Pojęcia doku używa się w trzech znaczeniach:
- dok portowy – jest to basen portowy z wodoszczelnymi wrotami, w którym statek wodny jest utrzymywany na wodzie na stałej wysokości względem nabrzeża niezależnie od aktualnej wysokości pływu morskiego. Zastosowanie – bieżąca obsługa zacumowanej jednostki,
- dok pływający – jest to konstrukcja pływająca, czasowo zanurzalna, służąca do wynoszenia statku wodnego w całości ponad powierzchnię wody. Zastosowanie – przegląd lub remont podwodnej części jednostki,
- suchy dok – jest to basen portowy z wodoszczelnymi wrotami oraz urządzeniami wypompowującymi z jego wnętrza wodę, umożliwiający osadzenie na jego dnie jednostki. Zastosowanie – budowa kadłuba nowej jednostki, albo przegląd lub remont podwodnej części jednostki już eksploatowanej.

Jako dok określa się też element konstrukcji jednostek pływających, przede wszystkim niektórych okrętów desantowych, umożliwiający wpływanie i wypływanie mniejszych jednostek (np. barek desantowych) oraz ich transport po wypompowaniu wody.